# Maltas flagga
Maltas flagga är vit och röd. Ön hade stor betydelse som strategisk nyckelpunkt under medeltiden, vilket avspeglas i att flaggan och statsvapen innehåller heraldiska element från korsriddare. Flaggan sägs härstamma från Roger I av Sicilien som erövrade Malta 1090. Korset i flaggan tillkom 1943 när ön av Georg VI belönades med utmärkelsen Sankt Georgskorset för sina insatser under andra världskriget. Korset låg då mot en blå bakgrund i det inre övre hörnet. När Malta blev självständigt 1964 tog man bort det blå fältet och ersatte det med en röd skiljerand. Handelsflaggan är från 1965 och är röd med ett vitt malteserkors. Korset påminner om den period i Maltas historia då Johanniterorden styrde ön, 1530-1798. Presidentens flagga från 1988 är blå och har statsvapnet i mitten samt fyra gula malteserkors i flaggans vardera hörn.
Den är, förutom Belizes, den enda nationsflaggan med en människa på. Tillsammans med Wales och Bhutans nationsflaggor är Maltas den enda som har en drake på sig.